# Banner
Banner, baner – forma reklamy, komunikatu lub innego przekazu. Najczęściej jest to wydrukowany na płachcie materiału przekaz informacyjny lub reklamowy.
W internecie banner to graficzna forma przekazania treści informacyjnych bądź reklamowych, często będąca odnośnikiem do strony promowanego produktu. Jednym z rodzajów banerów internetowych jest interaktywny „baner rozwijany” (ang. expand banner), który rozwija się do większej postaci w wyniku pewnej interakcji.

## Banery internetowe

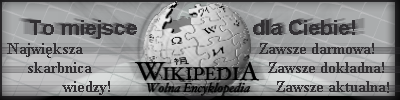
Banner reklamowy Wikipedii

Pierwotnie banerami były wyłącznie statyczne pliki graficzne (w formatach GIF, czy JPEG, potem PNG, SVG i inne). Szybko popularność zdobyły animowane pliki graficzne (w formacie GIF, potem PNG). W pogoni za przykuwającymi efektami efektami wizualnymi oraz interaktywnością mającymi przykuć uwagę odbiorców oraz z powodu powolnego rozwoju platformy Web w dalszym toku postawiono na rozszerzenia przeglądarek Web znanych jako „wtyczki”. Technologią, która na długo zdominowała rynek reklamy był Adobe Flash. Zasadniczym jej minusem była konieczność zainstalowania i odpowiedniego oprogramowania. Wraz z rozwojem technologii HTML5, CSS oraz WebGL oraz nawarstwienia się problemów z implementacją wtyczek Flash, szczególnie dotyczących bezpieczeństwa, twórcy przeglądarek Web zdecydowali o wycofaniu obsługi technologii Flash. Współcześnie nierzadko rolę banerów pełnią klipy (wykorzystujące różne rodzaje kontenerów multimedialnych) łączące w sobie obraz i dźwięk.

### Standaryzacja
Istnieje wiele standardów rozmiarów bannerów. Za jednostkę miary przyjmuje się piksel.
Europejskie Stowarzyszenie Reklamy Interaktywnej (EIAA) oraz Biuro Reklamy Interaktywnej w Europie (IAB Europe) ustaliły następujące znormalizowane formaty bannerów (wytłuszczono formaty najbardziej popularne):
Rectangles and Pop-Ups
- 180 × 150 (Rectangle)
- 240 × 400 (Vertical Rectangle)
- 250 × 250 (Square Pop-Up)
- 300 × 250 (Medium Rectangle)
- 336 × 280 (Large Rectangle)

Banners and Buttons
- 88 × 31 (Micro Bar)
- 120 × 90 (Button 1)
- 120 × 60 (Button 2)
- 120 × 240 (Vertical Banner)
- 125 × 125 (Square Button)
- 234 × 60 (Half Banner)
- 468 × 60 (Full Banner)
- 728 × 90 (Leaderboard/Super Banner)

Skyscrapers
- 120 × 600 (Skyscraper)
- 160 × 600 (Wide Skyscraper)
- 300 × 600 (Half Page Ad)

Inne formaty
- 80 × 15 (Antipixel)
- 350 × 19 (Userbar)